# Старокиреметское сельское поселение
Старокиреметское се́льское поселе́ние — муниципальное образование в Аксубаевском районе Татарстана Российской Федерации.
Административный центр — село Старая Киреметь.

## История
Статус и границы сельского поселения установлены Законом Республики Татарстан от 31 января 2005 года № 24-ЗРТ «Об установлении границ территорий и статусе муниципального образования "Аксубаевский муниципальный район" и муниципальных образований в его составе»

## Население
| 2010 | 2011 | 2012 | 2013 | 2014 | 2015 | 2016 |
| ---- | ---- | ---- | ---- | ---- | ---- | ---- |
| 456  | ↘454 | ↘446 | ↘436 | ↘427 | ↗430 | ↘425 |
| 2017 | 2018 | 2019 | 2020 |      |      |      |
| ↗426 | ↘425 | ↘422 | ↘406 |      |      |      |

## Состав сельского поселения
| № | Населённый пункт | Тип населённого пункта       | Население |
| - | ---------------- | ---------------------------- | --------- |
| 1 | Старая Киреметь  | село, административный центр | ↘377      |